# Západní Ghát
Západní Ghát (hindsky पश्चिमी घाट, Paščimí Ghát, maráthsky सह्याद्री, Sahjádrí nebo पश्चिम घाट, Paščim Ghát, kannadsky ಸಹ್ಯಾದ್ರಿ, Sahjádri nebo ಪಶ್ಚಿಮ ಘಟ್ಟಗಳು, Paščima Ghattagalu, malajálamsky പശ്ചിമഘട്ടം, Paščimaghattam nebo സഹ്യപര്‍വ്വതം, Sahjaparvvatam, tamilsky மேற்குத் தொடர்ச்சி மலை, Mérkut totarčči malaj, anglicky Western Ghāts) je pohoří, které se táhne v délce 1500 km podél téměř celého západního pobřeží Indie.

## Název
Slovo ghát pochází ze sanskrtu a znamená „schod, stupeň“. V indických jazycích se používá v jednotném čísle, např. hindsky पश्चिमी घाट (Paščimí Ghát, doslova „západní stupeň“). Jednotné číslo zachovává i český název Západní Ghát. Naproti tomu v angličtině se název pohoří používá v množném čísle: Western Ghāts nebo Western Ghats, doslova „západní gháty“.
Název Sahjádrí, používaný v maráthštině a kannadštině, údajně znamená „benevolentní (hory)".

## Geomorfologické členění

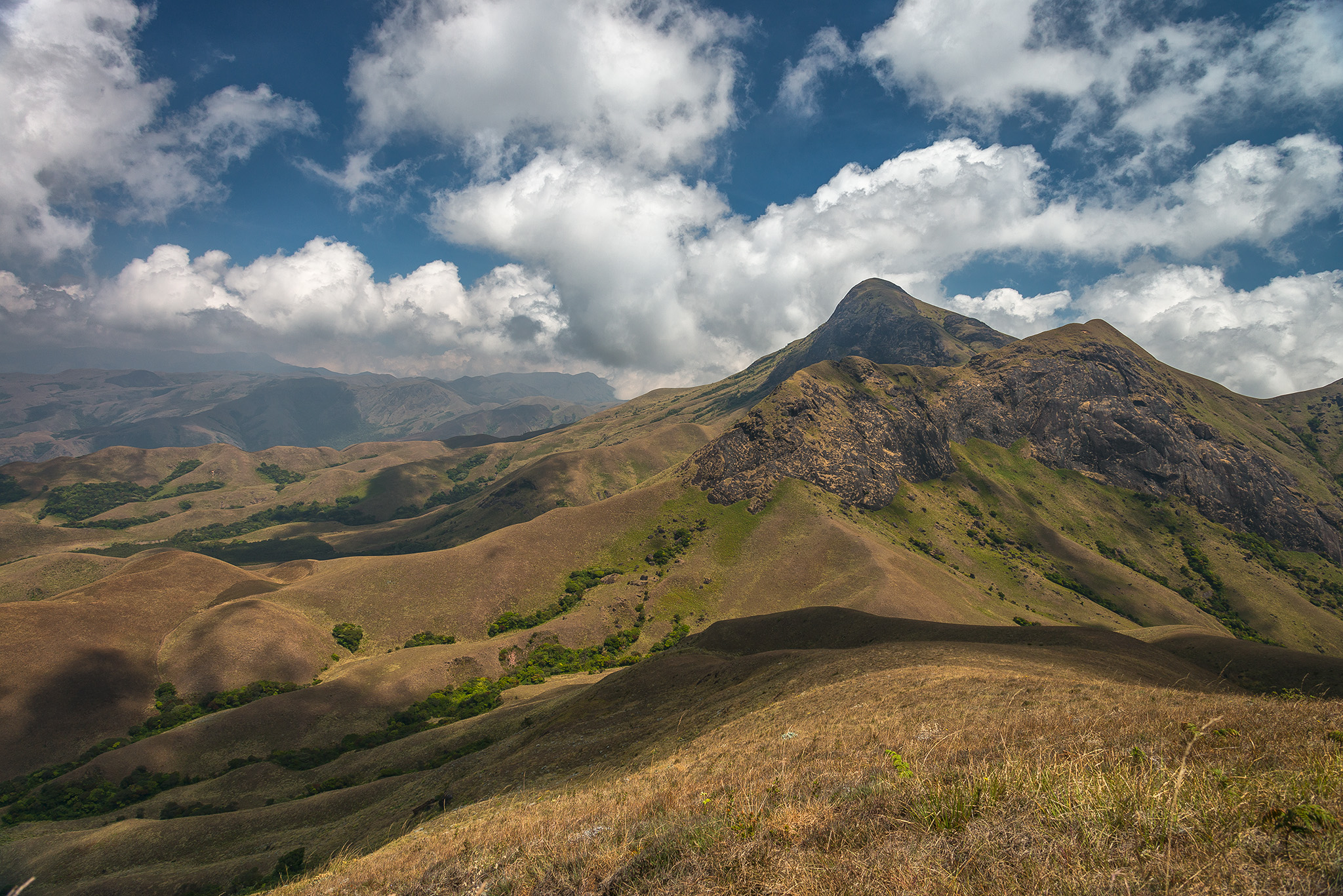
Vrchol Anamudi v Kérale je nejvyšším vrcholem západního Ghátu a nejvyšším vrcholem v Indii mimo Himálaje

Západní Ghát začíná přibližně na 21. rovnoběžce na pomezí Gudžarátu a Maháráštry u města Nandurbár, kde ho údolí řeky Tápí odděluje od pohoří Sátpurá. Dále sleduje pobřeží Arabského moře k jihu v délce téměř 1 500 km a šířce až 200 km až na jižní cíp Indického subkontinentu. Prochází územím indických států Maháráštra, Goa, Karnátaka, Kérala a Tamilnádu.
Část v Maháráštře a Goi se nazývá Northern Sahyadri. Úzký pás pobřežní nížiny, kterou odděluje od vnitrozemí, se jmenuje Konkán. Směrem k pobřeží spadají hory prudce, zatímco přechod do Dekánské plošiny ve vnitrozemí je pozvolnější.
V severní Maháráštře (až na úroveň Bombaje) pod Západní Ghát patří tyto celky: Galná (Galna Hills, Salher, 1567), Sátmalá (Satmala Hills, Saptashring, 1416), Kalsúbáí (Kalsubai Range, 1646), Hariščandra (Harischandra Range, 1424). Jižně od Puné leží Purandhár (Purandhar Hills, Torna, 1404) a na jih od nich rozlehlejší Mahádév (Mahadeo Range, 1373).
Karnátacká část Západního Ghátu nese název Central Sahyadri. Patří sem pohoří Šimoga (Shimoga Hills) severozápadně od stejnojmenného města a především masívy Kuduremukha (1892) a Mullajangiri (1918) na jih od něj. Směrem k jihu nyní zřetelně vzrůstá nadmořská výška nejvyšších partií a stoupá frekvence národních parků. Plošina Kódágu (Kodagu (Coorg) Plateau) ještě vrcholí jen kótou Taidyendamol (1745), ale Malabár (Malabar Uplands) v Kérale už dosahuje 2060 m nad mořem (Banasuram). Vyvrcholením této části jsou Nilgiri (Nilgiri Hills, tamilsky Nílakiri malaj, Tottapettá, 2633). Jižnější Palghát (Palghat Hills) u Kójamputtúru dosahuje výšky 1996.
Široká kotlina řeky Ponnani odděluje Nilgiri od nejjižnější a nejvyšší části Ghátu, která sleduje kéralsko-tamilskou hranici až po jižní cíp Indie. První stupeň tvoří plošina Nelliampathi (Nelliampathi Plateau, 1527). Jihovýchodně od ní se tyčí Palani Hills (2506) a Kardamomové hory s nejvyšší horou celého Ghátu i celé Indie na jih od Himálaje, Ánamuti (2695). Nejjižnější pásmo se jmenuje Akastija malaj a dosahuje nadmořské výšky 1869 m. Pohoří pak rychle klesá do pobřežní nížiny u Cape Comorin na 8. rovnoběžce.

## Přírodní podmínky
Západní Ghát je zlomová hrana Dekánské plošiny. Předpokládá se, že vznikl před 150 milióny let při rozpadu Gondwany. Geofyzikové Barren a Harrison z Miamské univerzity zastávají teorii, že západní pobřeží Indie vzniklo před asi 100 až 80 milióny let, když se Indie oddělila od Madagaskaru. Krátce po oddělení mohlo západní pobřeží Indie vypadat jako náhlý útes vysoký asi 1000 metrů.
Po oddělení se indická deska začala pohybovat podél réunionské horké skvrny k severovýchodu. Předpokládá se, že před 65 milióny let zde došlo k obrovské erupci, která dala vzniknout tzv. Dekkánským trapům — rozsáhlým výlevům čediče, až 2000 m tlustým a pokrývajícím plochu asi 500 000 km². Sopečná činnost vyzdvihla a modelovala severní třetinu Západního Ghátu. Na jihu byly vyzvednuty do výšky staré (až 200 miliónů let) horniny jako žula, rula nebo granulit, s navázanými výskyty vápence, železné rudy, diabasu a anorthositu.
Západní Ghát tvoří jedno z hlavních indických rozvodí mezi úmořím Arabského moře a Bengálského zálivu. Všechny velké jihoindické řeky (Gódávarí, Kršná, Kávérí, Tungabhadrá) mají své prameny na svazích Západního Ghátu a tečou pak přes celý subkontinent k východu do Bengálského zálivu. Během období monzunů jsou rychle tekoucí horské řeky plné vody a na mnoha místech tvoří velkolepé vodopády. Mezi nejznámější patří vodopády Džók (Jog Falls), Kunčikal (Kunchikal Falls) a Čivačamuttiram (Shivanasamudra Falls).""
V Západním Ghátu se vyskytuje na 5000 druhů kvetoucích rostlin, 179 druhů obojživelníků, 508 druhů ptáků a 139 druhů savců. Nejméně 325 druhů je ohrožených. Útočiště jim poskytují četné národní parky a přírodní rezervace, které se rozkládají zejména v jižní části pohoří. Mezi kriticky ohrožené druhy patří makak lví, hulman nilgirský, slon indický, tygr bengálský, gaur a další.